# Forty-Two Gang
Die Forty-Two Gang (42-Gang, The 42's) war eine jugendliche Straßengang in Chicago, die sich während der US-amerikanischen Alkoholprohibition ab 1925 gebildet hatte und bis etwa 1934 existierte.

## Geschichte

### Frühe Jahre
Die Gruppe hatte sich 1925 in der Westside von Chicago im Little Italy herausgebildet, in einer Gegend die auch als „The Patch“ bekannt war. Als Hauptquartier fungierte Mary’s Restaurant an der Ecke Taylor und Bishop Street.
Vergleichbare Jugendbanden hatte es schon sehr früh in den Vereinigten Staaten gegeben, wie insbesondere um 1826 die irische Bande Forty Thieves um Edward Coleman in den Five Points von New York City.
Der Name leitet sich von Alli Baba und die vierzig Räuber ab; die größere Zahl 42 sollte nun bei der 42-Gang dabei die Überlegenheit über das fiktive Vorbild signalisieren. Die Bande selbst bestand anfänglich wohl etwa aus 20 Personen, von denen einige nicht älter als neun Jahre waren.
Das Besondere an dieser Jugendbande sind einerseits die prominenten Mitglieder – weil einige hochrangige Mobster des Chicago Outfit wurden – und andererseits die sehr gut dokumentierte soziologische Untersuchung der Universität von Chicago aus dem Jahr 1931.
Die Bande fiel schnell durch Aktivitäten wie Vandalismus, Diebstähle etc. auf. So stahlen sie u. a. Pferde von Fruchthändler, töteten diese und um sie an Schlachtereien zu verkaufen.
Aber auch bewaffnete Überfälle (insbesondere auf Nachtclubs) und Sexualstraftaten gehörten dazu und die Gruppe entwickelte sich zu einer der gewalttätigsten Banden der Stadt. Ihr Kampf mit konkurrierenden Banden forderte einen hohen Tribut; über dreißig ihrer Mitglieder wurden entweder getötet oder verwundet. Viele Mitglieder mussten den Straftaten entsprechenden Verurteilungen zu Haftstrafen nachkommen und befanden zeitweise im Gefängnis oder – auf Grund ihres jugendlichen Alters – in Besserungsanstalten.

### Besserungsanstalt St. Charles
1928 befand sich eine Reihe von Bandenmitgliedern in der Besserungsanstalt von St. Charles. Die Einrichtung wurde von dem Major William Butler militärisch geführt. Eines Tages erhielt dieser eine Nachricht der Bande, dass, falls er die Mitglieder nicht gehen lassen würde, die Bande vorbeikommen und jeden Anwesenden töten würde, da über genügend Männer und Maschinenpistolen verfügt werden könnte.
Butler nahm diese Drohung nicht ernst, wurde aber seitens der Polizei dazu aufgefordert, die Forderung zu erfüllen. Butler bewaffnete sich darauf und aktivierte die Miliz des Bundesstaates Illinois zur Verteidigung der Einrichtung.
Einige Tage später wurden drei Bandenmitglieder, angeführt von Patsy „Crazy“ Steffanelli, außerhalb der Anstalt gesichtet. Einer von ihnen konnte festgenommen werden und es kam heraus, dass die drei ein Vorauskommando waren, um die Möglichkeit des Eindringens bewaffneter Kräfte in das Gebäude auszuspionieren.
Diese Vorfälle fanden ein breites und hitziges Echo in der lokalen Presse von Chicago, welche allgemein ein härteres Vorgehen gegen jugendliche Gewalttäter forderte. Die Chicago Tribune verlangte z. B. die Verlegung der Bandenmitglieder ins Joliet Prison oder die Hinrichtung mit dem elektrischen Stuhl.

### Die Battaglia-Brüder
Aus welchem Holz die Bandenmitglieder geschnitzt waren, zeigte sich insbesondere an den vier Battaglia-Brüdern: Augie, Paul und die beiden jüngeren Brüder Sam und Frank.
Paul – Gründungsmitglied der Bande und zeitweiliger Anführer, hatte bereits enge Kontakte zur Genna-Familie gehabt; Augie galt als gewiefter Dieb, wurde ebenfalls Anführer der Forty-Two Gang und wurde von jüngeren Gang-Mitgliedern wie insbesondere Sam Giancana und  John D’Arco geradezu verehrt.
Frank Battaglia war für seine Raubüberfälle bekannt; bei denen er keinerlei Skrupel kannte; so überfiel er die schwangere Maria Pelletier; die Mutter von vier Kindern leistete offenbar Widerstand, weshalb Frank ihr in den Kopf schoss und mit anderen Mitgliedern der Bande, Sam Giancana, Marshall Caifano und John D’Arco, in einem Auto flüchtete.
Auch Sam war Mitglied der Forty-Two Gang; er war sehr groß, machte sich einen Namen als Muskelmann und setzte diese Körperlichkeit gerne auch für Erpressungen ein. 1924 kam er unter die Fittiche des Chicago Outfit, wie viele andere Forty-Two Gang auch; er war zu diesem Zeitpunkt 16 Jahr alt.

### Chicago Outfit
Durch das starke Presseecho nahmen auch die Alkoholschmuggler von Chicago Notiz von der gewaltsamen Jugendbande. Insbesondere Al Capone als Anführer des Chicago Outfit war an der Anwerbung von Gangmitgliedern interessiert und wollte die Aggressivität dieser Bande im Sinne der Mobster nutzen.
Insbesondere Sam Giancana erwarb sich bald einen Ruf als Fahrer, der auch unter Druck die Nerven behielt. Er wurde das erste Mitglied der Bande, welches als Vollmitglied in das Chicago Outfit aufgenommen wurde. Diesem Weg folgten weitere 42-Gang-Mitglieder. Sam Giancana wurde später Boss des Chicago Outfits (1957–1966) und weitere Gangmitglieder sollten ihm auf diesen Posten folgen: Sam Battaglia (1966), Felix Anthony Alderisio (1967–1971).
Andere Mitglieder der Bande galten als so unkontrollierbar, dass sie – obwohl italienischer Abstammung – später nicht Vollmitglied der Mafia ("Soldato") wurden. Sam „Mad Sam“ DeStefano galt als dermaßen durchgeknallt – er soll sogar seinen eigenen jüngeren Bruder umgebracht haben – dass er nicht aufgenommen wurde, obwohl er bei einer Haftstrafe im Gefängnis Leavenworth zusammen mit den Outfit-Mitglieder Paul Ricca und Louis Campagna einsaß. DeStefano hatte eine schallsichere Folterkammer im Keller seines Hauses eingerichtet, die vermutlich auch für Mordaufträge seitens des Outfit genutzt wurde.
Mit Gangmitgliedern, welche nicht nur nicht ins Outfit aufgenommen wurden und diesem sogar zusetzten, wurde dagegen nun kurzer Prozess gemacht. Als Paul Battaglia Mitte der 1930er Jahre auch Wettbüros des Outfit ausraubte, wurde er am 27. August 1938 auf offener Straße entführt und später erschossen aufgefunden.

## Mitglieder
| Name                              | Geburt | Tod       | † Ursache       | Spitzname                      | Anmerkung                                  |  |
| --------------------------------- | ------ | --------- | --------------- | ------------------------------ | ------------------------------------------ |  |
| Alderisio, Felix Anthony          | 1912   | 1971      | natürlicher Tod | Milwaukee Phil                 | Killer-Duo mit Charles Nicoletti           |  |
| Aloisio, William                  | 1906   | unbekannt |                 | Smokes                         |                                            |  |
| Battaglia, Augie                  |        | 1934      | erschossen      |                                | Gangboss                                   |  |
| Battaglia, Frank                  |        |           |                 |                                |                                            |  |
| Battaglia, Paul                   |        | 1938      | erschossen      |                                | Gangboss, 1934 inhaftiert                  |  |
| Battaglia, Salvatore „Sam“ Joseph | 1908   | 1973      | natürlicher Tod | Teets                          | 1966 Boss des Outfit; 1967–1973 in Haft    |  |
| Bioff, William Morris             | 1900   | 1955      | Autobombe       | Willie                         | Kosher Nostra                              |  |
| Buccieri, Fiore                   | 1907   | 1973      | Krebs           | Fifi                           | Bodyguard von Sam Giancana                 |  |
| Caifano, Leonard                  |        | 1951      |                 |                                |                                            |  |
| Caifano, Marcello Giovanni        | 1911   | 2003      | natürlicher Tod | John Marshall                  | „enforcer“ in Las Vegas, 1980–1990 in Haft |  |
| Caruso, Frank T.                  | 1911   | 1983      | natürlicher Tod | Skids                          |                                            |  |
| Daddano, William                  | 1912   | 1975      | natürlicher Tod | Willie Potatoes, William Russo |                                            |  |
| DeStefano, Samuel „Sam“           | 1909   | 1973      | erschossen      | Mad Sam                        |                                            |  |
| DiVarco, Joe(seph)                | 1910   | 1986      | natürlicher Tod | Little Caesar                  | ab 1985 in Haft                            |  |
| Frabotta, Albert                  |        |           |                 |                                |                                            |  |
| Fratto, Louis                     | 1908   | 1967      |                 | Cockeyed Louie                 | alias „Lew Farrell“                        |  |
| Giancana, Salvatore „Sam“         | 1908   | 1975      | erschossen      | The Cigar, Momo                | 1957–1966 Boss des Outfit                  |  |
| Gianola, Leonard                  |        |           |                 |                                |                                            |  |
| Inserro, Vincent                  |        |           |                 |                                | Freund von Anthony Spilotro                |  |
| Nicoletti, Charles                | 1916   | 1977      | erschossen      | Chuckie, The Typewriter        | Killer-Duo mit Felix Anthony Alderisio     |  |
| Potenta, Rocco                    |        |           |                 |                                |                                            |  |
| Steffanelli, Patsy                |        |           |                 | Crazy                          |                                            |  |